# Geldmännlein

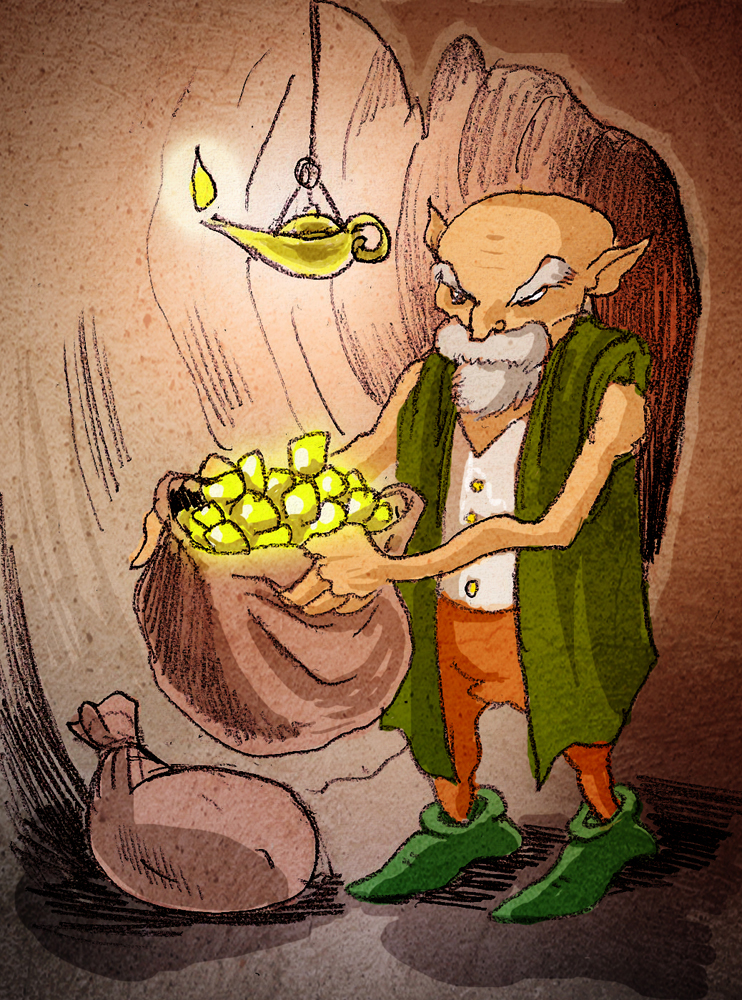
Moderne Interpretation eines „Geldmännleins“

Das Geldmännlein ist ein koboldartiges Wesen der „Niederen Mythologie“, ein Hausgeist, der seinen Eigentümer mit Geld versorgt. Nicht immer hat es die Gestalt eines kleinen Männchens, sondern kann auch als Tier erscheinen, wie z. B. als Kröte oder Frosch, oder als ein Vogel, wie Eule oder Adler, gelegentlich als Wurm oder Käfer. Nah verwandt ist die Sage vom Drak in Gestalt eines feurigen Drachens. Ähnliche Motive finden sich im Märchen vom Goldesel und der Fabel von der Gans, die goldene Eier legt. Fließend ist der Übergang zu menschenähnlichen Figuren, die man aus Wurzeln, wie der Alraune, herstellt und zum Zweck der Geldvermehrung im Haus aufbewahrt, sowie zum Heckergroschen oder Heckertaler, der neues Geld „ausbrütet“ (ausheckt).

## Ursprung
Die erste namentliche Erwähnung findet sich 1657 in den Gerichtsakten gegen einen Caspar Michel Fuchs aus Sulzfeld im Grabfeld bei Meiningen, der beschuldigt wurde, ein geldtmännlein zu besitzen. Aber schon Martin Luther erwähnte in seinen Tischreden eine Bäuerin, die man verdächtigte, einen Heckergroschen zu haben. Angeblich hielt sie in einer Kiste in ihrem Haus ein Wesen in Gestalt eines schwarzen Kalbes versteckt, das sie mit gekochter Milch und hineingebrocktem Weißbrot füttern ließ. Luther stand solchem Volksglauben äußerst ablehnend gegenüber und behauptete, das Wesen habe seinem Besitzer keineswegs Geld gebracht, sondern stattdessen (nach falscher Fütterung durch eine Magd) das Haus niedergebrannt. Die Absicht des Teufels sei einzig, die habgierigen Menschen zu täuschen, zur Sünde zu verführen und in die Hölle zu bringen.

## Formen
Das Geldmännlein befand sich, je nach Gestalt und Größe, in einer Kiste, einer Schachtel oder einem Topf, in welche man am Abend Geld legte. Am nächsten Morgen nahm man das „ausgebrütete“ Geld heraus, aber niemals alles, damit sich der Rest weiter vermehren konnte. Wie anderen Hausgeistern wurden dem Geldmännlein Speiseopfer dargebracht, wie Milch, Brot oder Brei. Wenn ihm die Speisen nicht zusagten, konnte es zornig werden und sich rächen. Anders als Kobolde verrichteten die Geldmännlein auch keine Arbeit im Haus. Ebenso war den Besitzern die lutherische Lehre von der teuflischen Abkunft der Geldmännlein durchaus bewusst (fleißige Kobolde singen in der Sage u. a. geistliche Lieder, um ihre guten Absichten und ihren christlichen Glauben zu beweisen). Wegen dieser Nähe zum Teufelspakt versuchten viele Eigentümer eines Geldmännleins es nach einer Weile wieder loszuwerden. Wenn es nicht gelang, es zu verschenken, dann musste es mit Weihwasser oder anderen geweihten Dingen regelrecht exorziert werden.
Hans Jakob Christoffel von Grimmelshausen beschreibt im Buch sieben seines Hauptwerks  Der abenteuerliche Simplicissimus  einen spiritus familiaris, der seinem Besitzer nicht nur Reichtum brachte, sondern auch Weisheit und Macht. Um es wieder loszuwerden, konnte man es an jemand anderen verkaufen, allerdings nur zu einem geringeren Preis, als man selbst bezahlt hatte. Wenn der Preis so niedrig wurde, dass ihn niemand mehr unterbieten konnte, verfiel die Seele des letzten Eigentümers dem Teufel.
Wie die Geldvermehrung genau vor sich ging, war nicht klar. Oft glaubte man, wie in den frühneuzeitlichen Schatzsuchersagen, dass das vorhandene Geld anderes Geld anlockt. Beim feurigen, drachengestaltigen Drak ging man davon aus, dass er nachts das Haus verließ, um das Geld anderswo zu stehlen. Jemand, der ihn auf seinem Weg sah, konnte ihn mit entsprechenden Zauberformeln dazu bringen, wenigstens einen Teil seiner Beute fallen zu lassen. Ebenso machte man den Drak in Hexenprozessen seit ca. 1500 für Feuersbrünste verantwortlich.